# Apple Intelligence
Apple Intelligence is een platform voor kunstmatige intelligentie ontwikkeld door Apple Inc. Het platform werkt met een combinatie van verwerking op het apparaat en servers. Het platform werd tijdens de WWDC 2024 aangekondigd op 10 juni 2024 als een integratie voor Apples besturingssystemen iOS 18, iPadOS 18 en macOS Sequoia. Deze systemen werden samen met Apple Intelligence aangekondigd.
Apple werkt binnen dit platform samen met OpenAI. Hierdoor omvat Apple Intelligence een integratie met ChatGPT. Door middel van deze integratie kan Siri  bepalen op welke momenten bepaalde complexe gebruikersverzoeken naar ChatGPT gestuurd moeten worden.

## Ontwikkeling

### Achtergrond
In oktober 2015 nam Apple Inc. Perceptio over, een bedrijf voor het modelleren van kunstmatige intelligentie op apparaten. Na de overname heeft Apple zich ingespannen om ervoor te zorgen dat zijn kunstmatige-intelligentieactiviteiten geheim bleven; Volgens professor Trevor Darrell van de Universiteit van Californië, Berkeley, schrikte de geheimhouding van het bedrijf afgestudeerde studenten af.
De Private Cloud Compute die Apple Intelligence aandrijft, is sterk ontworpen met het oog op de privacy van gebruikers en eind-tot-eindversleuteling.

## Ondersteunde apparaten

### Macs
Alle Macs met een Apple-siliciumprocessor uit de M-serie kunnen na installatie van macOS Sequoia of nieuwer Apple Intelligence uitvoeren. Dit omvat de:
- MacBook Air (M1, 2020) of nieuwer
- MacBook Pro (M1, 2020) of nieuwer
- Mac mini (M1, 2020) of nieuwer
- Mac Pro (M2 Ultra, 2023)
- Mac Studio (M1 Pro, 2022) of nieuwer
- iMac (M1, 2021) of nieuwer

### iPads
Alle iPads met een Apple-siliciumprocessor uit de M-serie kunnen na installatie van iPadOS 18 of nieuwer Apple Intelligence uitvoeren. Dit omvat de:
- iPad Air (5e generatie) of nieuwer
- iPad Pro (5e generatie) of nieuwer

### iPhones
Alle iPhone’s met de A17 Pro of hoger kunnen na installatie van iOS 18 of nieuwer Apple Intelligence uitvoeren. Dit omvat de:
- iPhone 15 Pro en Pro Max[8]
- iPhone 16, Plus, Pro en Pro Max
- iPhone 16e